# Фуразидин
Фуразидин (міжнародна назва: Furazidin, Furagin) — синтетичний антибіотик з групи нітрофуранів для перорального застосування.

## Фармакологічні властивості
Фуразидин — синтетичний антибіотик та антипротозойний препарат з групи нітрофуранів широкого спектра дії. Препарат має як бактерицидну, так і бактеріостатичну дію, що залежить від концентрації препарату та виду збудника. Механізм дії фуразидину полягає у гальмуванні активності дегідрогеназ і пригніченні дихальних циклів мікробних клітин та порушенні синтезу білків у клітинах патогенних бактерій. До фуразидину чутливі такі збудники: стафілококи, Enterococcus spp., стрептококи, Escherichia coli, Enterobacter spp., сальмонели, клебсієли, шиґели, а також лямблії. До фуразидину нечутливі бактерії Pseudomonas spp., Acinetobacter spp., Proteus spp., Serratia spp.

### Фармакокінетика
Фуразидин при пероральному прийманні швидко всмоктується зі шлунково-кишкового тракту, біодоступність препарату не вивчена. Максимальна концентрація в крові фуразидину досягається протягом 30 хвилин. Високі концентрації препарат створює лише в нирках. Даних за проникнення препарату через гематоенцефалічний бар'єр немає. Фуразидин проникає через плацентарний бар'єр та виділяється в грудне молоко. Метаболізується препарат в печінці та нирках. Виводиться фуразидин з організму переважно нирками в незміненому вигляді. Період напіввиведення препарату становить 1 година, цей час може збільшуватися при нирковій недостатності.

## Показання до застосування
Фуразидин застосовується при гострих та хронічних інфекціях сечових шляхів (циститі, пієлонефриті, уретриті), післяопераційних інфекціях сечових шляхів та профілактиці інфекцій перед урологічними операціями та маніпуляціями.

## Побічна дія
При застосуванні фуразидину можливі наступні побічні ефекти:
- Алергічні реакції — рідко (0,01—0,1%) висипання на шкірі, свербіж шкіри, гарячка; дуже рідко (менш як 0,01%) кропив'янка, набряк Квінке.
- З боку травної системи — нечасто (0,1—1%) нудота, зниження апетиту, метеоризм; рідко (0,01—0,1%) блювання, діарея; дуже рідко (менш як 0,01%) холестаз, гострий токсичний гепатит, панкреатит.
- З боку нервової системи — нечасто (0,1—1%) запаморочення, сонливість; рідко (0,01—0,1%) периферична нейропатія; дуже рідко (менш як 0,01%) головний біль, підвищення внутрішньочерепного тиску, порушення зору.
- З боку дихальної системи — рідко (0,01—0,1%) задишка, кашель з мокротою або без мокроти, біль у грудній клітці, інтерстиціальний пневмоніт або фіброз легень.
- З боку опорно-рухового апарату — дуже рідко (менш як 0,01%) артралгії, міалгії.
- З боку сечовидільної системи — часто забарвлення сечі в темно-жовтий колір.
- Зміни в лабораторних аналізах — дуже рідко (менш як 0,01%) лейкопенія, агранулоцитоз, апластична анемія, еозинофілія.

## Протипокази
Фуразидин протипоказаний при важкій нирковій недостатності; підвищеній чутливості до нітрофуранів; нейропатіях; дефіциті глюкозо-6-фосфатдегідрогенази; порфірії; вродженій непереносністі галактози та фруктози; інших вроджених порушеннях вуглеводного обміну; хворим, що знаходяться на гемодіалізі; при вагітності та годуванні грудьми.

## Форми випуску
Фуразидин випускається у вигляді таблеток по 0,05 г.